# Решетілов Костянтин Федорович
Решетілов Костянтин Федорович (1793.  — 25.05.1867)  — наказний отаман Азовського козацького війська, генерал-лейтенант російської служби, учасник Французько-російської війни (1812—1814), Кавказької та Кримської війн, козацький адміністратор. Походив з дворянського роду Таврійської губернії.

## Військова служба
Служив у Гусарському Фрідріха Гессен Касельського полку (колишній Маріупольський гусарський полк, сформований на основі запорозьких і слобідських козаків). 19.06.1851 року призначений його командиром, на той час мав чин полковника. Напередодні Кримської війни полк базувався в Білорусі в районі Слонім-Новогурдок-Несвіж. З початком Кримської війни маріупольський гусарський полк був включений до складу армії, яка діяла проти турків на дунайському напрямку. В ніч з 10 на 11 травня 1854 року, передислокувавшись з фортеці Ізмаїл на острів Чатал, маріупольські гусари під командуванням Решетілов переправилися через Дунай і взяли участь у захопленні турецької фортеці Тульча. Після Кримської війни, 17 квітня 1856 р., був змінений номер полку і замість номера 5 на герби та ґудзики гусар був даний номер 4-й.
За час війни Костянтин Решетілов добре себе проявив і отримав 27.03.1855 року чин генерал-майора. 05.05.1856 року Решетілов завершив свою службу в Гусарському Фрідріха Гессен Касельського полку. Будучи помічений вищим командуванням, як відповідальний командир, отримав призначення на посаду наказного отамана Азовського козацького війська замість вбитого за невідомих обставин у в'язниці наказного отамана Сисоя Косолапа.

## Керівництво Азовським козацьким військом
Костянтин Решетілов очолював Азовське козацьке військо 8 років і став останнім його наказним отаманом.
Азовські козаки за отаманування Решетілова продовжили патрулювати східне Чорноморське узбережжя. До кінця 1850-х років флотилія Азовського козацького війська збільшилася до 42 мальтійських баркасів з 20 командами. В жовтні 1857 року була сформована ще одна морська козацька команда і їх стало 21. Решетілов і далі збільшував кількість морських команд — в лютому 1861 року їх було вже 26. Для практичного навчання морського плавання Решетиловим була утворена учбова команда — одночасно на двох човнах здобували навички морського плавання i патрулювання 2 урядники i 36 козаки.
Козацькі морські команди базувалися на Сухумській та Константинівській морських станціях. Станом на 20 грудня 1861 року їх кількісний склад був наступним:
1) при Сухумській станції — 26 урядників, 333 козаків;
2) при Константинівській — 8 урядників i 148 козаків.
Козаки знищували турецькі та черкеські десанти на східне чорноморське узбережжя Російської імперії, захоплювали та знищували кораблі контрабандистів з Туреччини, брали участь у боротьбі з непокірними кавказькими племенами.
18-19 червня 1862 року 13 азовських баркасів брали участь у військовій операції поблизу форту Навагінського. В ущелину Псахе був висаджений десант, який знищив аул бунтівних горців. Під час бою було поранено 2 сотників, 2 урядників, 1 приказного і 12 козаків, а вбито 1 урядника і 5 козаків.
На початку 1860-х років російський уряд почав планувати переселення Азовського козацького війська на Кавказ, адже саме там несли службу азовські козаки. 10 травня 1862 року було затверджене «Положення про заселення західної частини Кавказького хребта», згідно яким передбачалося заселення західної частини Кавказького хребта козацькими станицями. Азовське козацьке військо мало переселити на Кавказ 8 офіцерських і 800 козацьких родин. За наявними документами та історичними дослідженнями Костянтин Решетилов ніяк не намагався чинити опір переселенню свого Азовського козацького війська на Кавказ, натомість всіляко сприяв цьому процесу.
8 березня 1862 року наказний отаман генерал-майор Костянтин Решетилов повідомив начальникам азовських козацьких команд при Сухумській i Константинівській морських станціях про рішення Військового міністерства щодо початок переселення на Кавказ. Було окремо зазначено, що переселення не торкнеться всього війська, але визначене число козацьких родин має переселитися добровільно або ж за жеребом. Офіцерів i козаків азовських морських команд Костянтин Решетилов закликав подати приклад усьому козацькому війську і першими виконати волю імператора Олександра ІІ. 14 травня 1862 року начальники військових команд відповіли наказному отаману Азовського козацького війська, що козаки та офіцери готові виконати волю імператора і переселитися на Кавказ. 30 вересня 1862 року за розпорядженням імператора із числа 26 азовських морських козацьких команд було відпущено по 2 команди з кожної станції для старту процесу переселення на Кавказ. На їх місця для подальшої служби на азовських баркасах призначалися офіцери i матроси від морського відомства. В листопаді 1864 року було дозволено залишити тих офіцерів Азовського війська, які побажають продовжити службу на баркасах при Сухумській станції.

## Переселення війська на Кубань і ліквідація війська
Ще до ухвалення указу від 10 травня 1862 року про затвердження «Положення про заселення західної частини Кавказького хребта» наказний отаман Решетилов видає укази по війську для проведення наради офіцерів і нижніх військових чинів Азовського козацького війська 8-9 лютого 1862 року в Петровському посаді (столиці Азовського козацького війська). Положення передбачало переселення 33 % від загальної кількості війська, а саме мали переїхати на Кубань 800 козацьких і 8 офіцерських родин. Добровольців серед офіцерських родин не бракувало, а серед козаків однодушну готовність висловили лише Микільська і Покровська станиці. В Стародубській станиці більшість була за переселення, але були і такі, що бажали лишитися в Приазов'ї. Одностайно проти переселення виступила Новоспасівська станиця та Петровський посад. В 1863 році кавказька російська адміністрація почала розселяти азовців не згідно «Положення», а як заманеться без надання істотної допомоги в розбудові нових станиць. Це призвело до серйозних хвилювань, які ледь не дійшли до боїв азовських козаків з регулярними російськими військами на Кавказі. Це змусило російську адміністрацію виконувати «Положення» повністю, а не лише ті його частини, які їй подобалися. 5 червня 1864 року був виданий окремий наказ Військовим міністерством Російської імперії, який відміняв жеребкування азовських родин для переселення — воно стало повністю добровільним.
11 жовтня 1865 року з'явилося «Положення про ліквідацію Азовського козацького війська», а фактично воно було ліквідоване в 1866 р., коли припинила існування військова канцелярія, а усі бажаючі козаки з родинами поповнили Кубанське козацьке військо. Більшість же козаків з родинами лишилися в Приазов'ї на отриманій за козацьку службу землі, частина козаків переїхала до Маріуполя. Через рік після фактичної ліквідації війська помер на 75 році життя і його наказний отаман генерал-лейтенант Костянтин Решетілов — 25 травня 1867 р. За час керування Азовським козацьким військом родина Костянтина Решетілова зосередила в своїх руках 700 десятин землі. За час служби він отримав чин генерал-лейтенанта — 21 грудня 1866 року.